# Errindlev Sogn
Errindlev Sogn 
ist eine Kirchspielsgemeinde (dänisch: Sogn)
auf der Insel Lolland im südlichen Dänemark.
Bis 1970 gehörte sie zur Harde Fuglse Herred im damaligen Maribo Amt, danach zur Holeby Kommune im Storstrøms Amt, die im Zuge der  Kommunalreform zum 1. Januar 2007 in der Lolland Kommune in der Region Sjælland aufgegangen ist.
Im Kirchspiel leben 0 Einwohner, davon 265 im Kirchdorf (Stand: 1. Januar 2023).
Im Kirchspiel liegt die Kirche „Errindlev Kirke“.
Nachbargemeinden sind im Westen Rødbyhavn Sogn, im Nordwesten Torslunde Sogn und im Norden Fuglse Sogn, ferner in der östlich benachbarten Guldborgsund Kommune Vester Ulslev Sogn.